# Ananas fra Philippinerne
Ananas fra Philippinerne er en dokumentarfilm instrueret af Hakon Mielche.

## Handling
På ananasmarkerne er plukningen i fuld gang. De modne fruger brækkes af og samlet sammen, hvorpå rester af planterne fjernes og topskuddene brækkes af. Disse plantes igen og giver høst ca. 22 måneder senere. På henkogningsfabrikken er processen følgende: På et bredt og langt transportbånd føres frugterne til afskylning. Herfra føres de til en skrællemaskine, som fjerner skal og midterstok. Pletter fjernes af to lange rækker af kvinder, som står på hver side af båndet. Frugterne anbringes derefter i dåser, som lukkes og koges i 15 min. De færdige dåser pakkes ned i kasser af en ny række kvinder.